# Нижний Уймон
Нижний Уймон — село в Усть-Коксинском муниципальном районе Республики Алтай России. Входит в состав Чендекского сельского поселения.

## География, климат
Село Нижний Уймон находится между двумя селами, Катанда и Верхний Уймон, на левом берегу реки Катунь. Через село протекает река Чендек.
Уличная сеть
4 улицы: Луговая, Новая, Центральная и Катунский переулок.
Климат
Резко континентальный, из-за близкого расположения реки Катунь зимой температура может опускаться до — 50 градусов, летом средняя температура +15, зимой средняя температура −20. Январь 1969 года был самым аномально-холодным на всей территории республики, а 2002 год аномально-теплым на большей части её территории. Осадков в Усть-Коксинском районе выпадает в среднем 437 ― 517 мм.
ТранспортАвтомобильная региональная дорога связывает Нижний Уймон со всеми селами долины, в том числе и с районным центром Усть-Коксой.

## История
Русские появились на Алтае ещё в середине XVII века, сюда бежали те, кто не мог найти общего языка с властью: каторжники, солдаты, старообрядцы, недовольные реформами Никона. Появлялись целые деревни, в которых жили люди, не признающие законы и власть. Впоследствии образовалось целое общество вольных каменщиков. Только в 1792 году при правлении Екатерины II требования вольнодумцев были удовлетворены ― их приняли в 1792 году их помиловали и обложили небольшим «ясаком» (подать, взимаемая с «инородцев»).
Нижний Уймон образован в 20-30 годах XIX века. Возле озера Чанов было создано поселение выходцами из Каинского уезда (Томская и Ново-Николаевская волость). Точная дата не определена. В одних источниках указан 1820 год, в других — 1826 год.
Первыми поселенцами были: Яков, Тимофей, Сергей, Александр и Никифор Ошлыковы, Федор Перевалов, Сильверст Коновалов и Иван Змановский. Затем к ним примкнули Огнёвы, Подкорытовы, Могильниковы и другие.
В Нижнем Уймоне в 1859 году проживало около ста мужчин и 87 женщин, было 50 дворов. Здесь же установили раскольничью часовню. А к 1882 году дворов стало уже 77. Причислялось село, согласно административному делению, к Смоленской крестьянской волости, находившейся возле города Бийск.
Мараловодство появилось в 60-х годах XIX века и Нижний Уймон становиться одним из трех главнейших пунктов Алтайского мараловодства. Велась бойкая торговля пантами с Китаем.
В начале XX века Нижний Уймон и его 127 дворов причисляют к Катандинской волости. С приходом Советской власти Нижний Уймон переходит во владения Уймонского аймака, с центром в селе Катанда. Тогда же был образован Нижнее-Уймонский совхоз. В годы Великой Отечественной войны, Нижнее-Уймонский совхоз, помогая фронту, в течение почти всего периода военных действий перевыполнял ежедневную норму выработок.
Созданные мараловодческие хозяйство насчитывали около трех тысяч маралов

## Население
| 2010 | 2011 | 2012 | 2013 | 2014 | 2015 | 2016 |
| ---- | ---- | ---- | ---- | ---- | ---- | ---- |
| 184  | ↗185 | →185 | →185 | ↘178 | ↘171 | ↘165 |

В селе живёт и работает Владимир Алексеевич Павлюшин (Константин Устинов), который приехал на Алтай по приглашению в 1979 году на строительство дома-музея Н. К. Рериха, и с тех пор поселился в долине. С 2013 года является членом Союза Писателей РФ. На сегодняшний день им издано порядка 65 книг. В музее можно приобрести его книги и посетить галерею художницы Веры Ярославцевой. Экспозиция носит название «Алтай сокровенный», сюжеты повествуют о легендах и сказаниях Горного Алтая..
В Нижнем Уймоне проживает Афанасий Гелич, художник, философ и педагог. На его творческом счету более 2000 полотен, выполненных в стиле космизма и символизма. Художник посвящает много времени работе с детьми, для которых в соседнем селе Чендек была построена художественная школа.

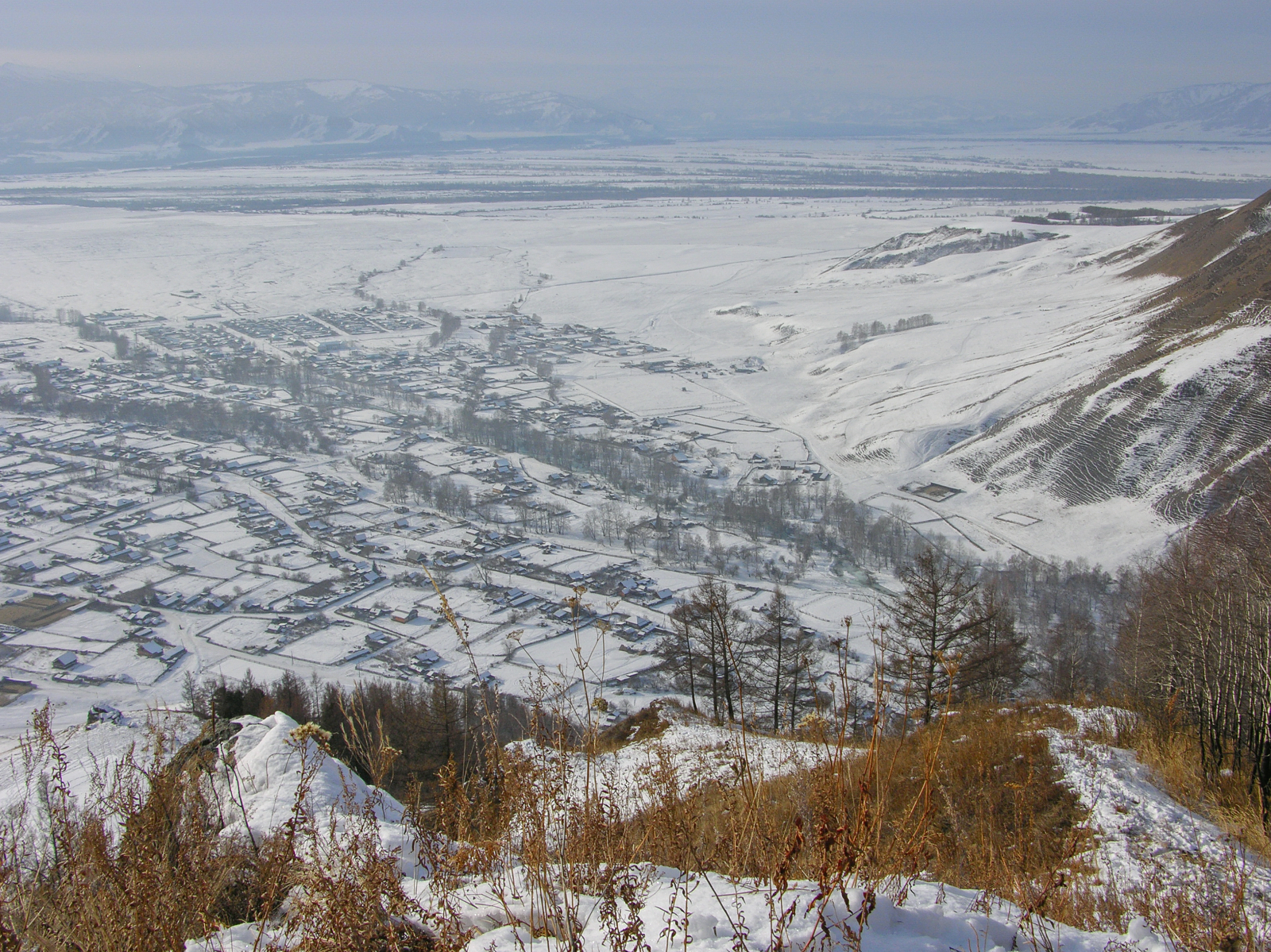
Уймонская долина

## Инфраструктура
В селе работает сельскохозяйственная организация ООО Кристалл по выращиванию зерновых и зернобобовых культур, разведению крупного рогатого скота и оленей. Количество проживающих в Нижнем Уймоне на январь 2016 года — 165 человек. Это обуславливает выращивание скота и овощей в пределах частных домохозяйств, небольших фермерских хозяйств, маральников. В селе есть необходимые торговые фирмы и доступные для небольших сел коммуникации. В Нижнем Уймоне работает начальная образовательная школа. Есть экопоселения.

## Музеи
В селе Нижний Уймон находится музей «Пирамида», построенный в 2013 году. Владимиром Павлюшиным.